# Shōnan d'or
Espèce
Parent  femelle  de l'hybridation 
  Ōgonkan (Citrus flaviculpus Hort. ex Tanaka) 
×

Parent  male  de l'hybridation 
  Imamura mikan (Citrus unshiu (Swingle) Marcow. cv. Imamura unshiu) 
Shōnan d'or est un agrume japonais obtenu à Kanagawa par l'hybridation d'Ōgonkan. Le petit fruit est d'un beau jaune lumineux et la pulpe douce-acide.

## Dénomination
En japonais: ショウナンゴールド / 湘南ゴールド (Shōnan gōrudo), en anglais Shonan gold. En raison de la faiblesse de la production cantonnée préfecture de Kanagawa le fruit est aussi appelé から幻のオレンジ (Kara maboroshino orenji) Orange fantôme.
Il est classé dans le grade des ざっかん / 雑柑 (Zakkan) qui sont des agrumes typiquement japonais.

## Histoire
Un semis d'Ōgonkan donne en 1988 un hybride (C. flaviculpus hort. ex Tanaka) x mandarine satsuma 今村温州 (Imamura unshiu) (C. unshiu Marc.) vigoureux et productif avec un fruit un peu plus gros qu'Ōgonkan. La mandarine satsuma 'Imamura' est un mutant d'Owari tardif, facile à peler et tolérant au froid. 
La préfecture de Kanagawa l'enregistre comme variété en novembre 2003 (n° 11469) elle est donc protégée 30 ans. Depuis 2006, un important travail de marketing a été conduit pour atténuer le lien que fait le grand public entre fruit jaune et fruit acide et promouvoir les ventes.

## Description

### Production

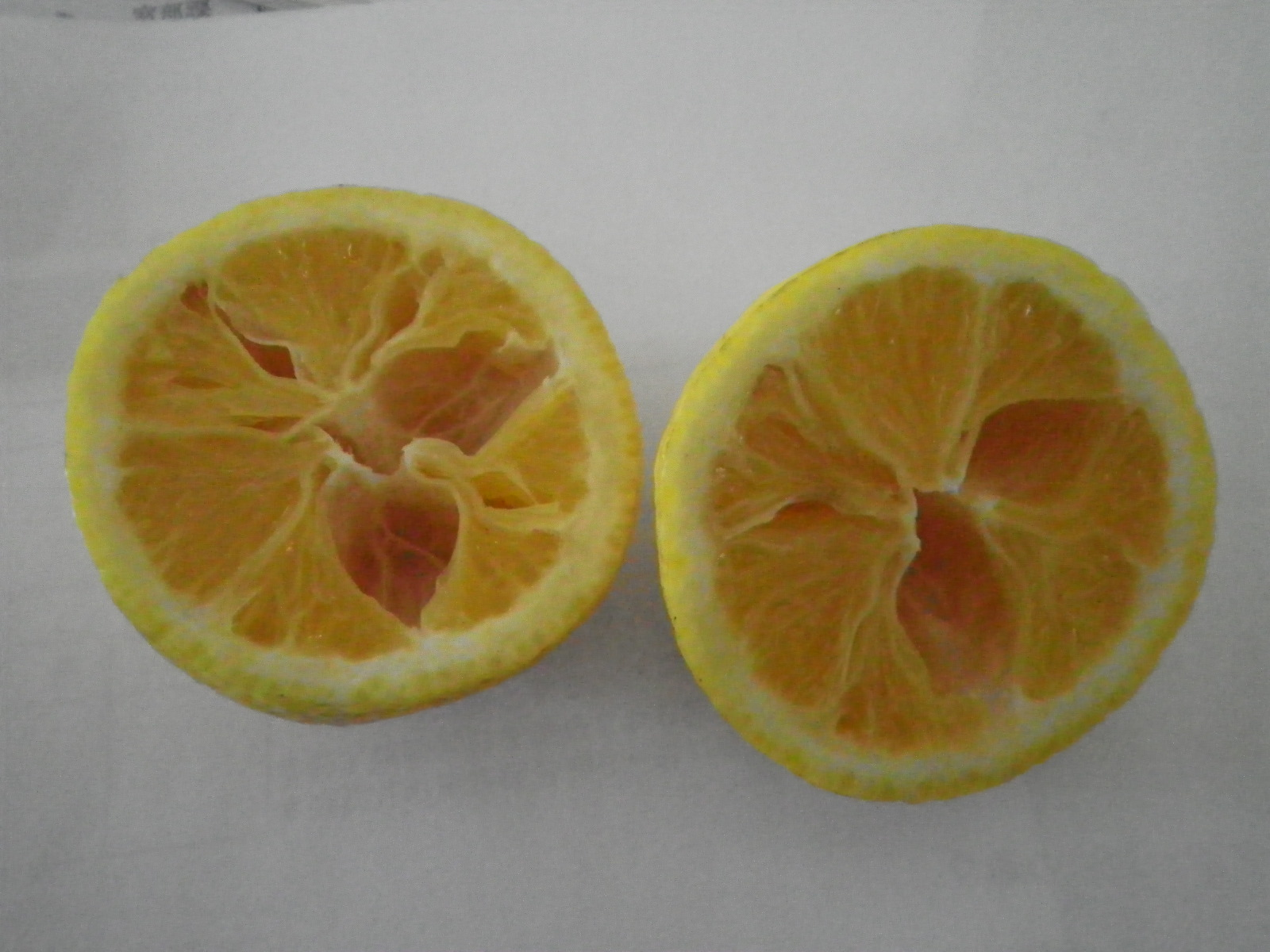
Accident de stockage

La plante est très sensible à l'alternance biennale, elle doit donc être éclaircie les années on. Des cavités peuvent apparaitre dans le fruit pendant le stockage.
Le production concentrée à Kamakura, Odawara, devient significative à compter de 2010 (> 40 t) pour dépasser les 100 t en 2016 (113 t) . NARO donne 23 t en 2021 sur 2,4 ha (chiffre sensiblement différent de l'administration préfectorale locale).

### Le fruit

Bière au Shonan d'or.

Maturité mi-mars à mi-avril. Le fruit est petit, sphérique, d'un poids moyen de 77 g et d'un diamètre à l'équateur de 5 cm, il contient peu de graines et n'est pas facile à peler. Les producteurs vantent sa couleur jaune citron, le goût est aigre-doux qualifié de rafraîchissant, le parfum attractif.
Le fruit bénéficie du soutien actif des autorités locales et d'innovations continues . De nombreux produits dérivés utilisent Shōnan d'or: à Atsugi une bière, des bonbons, des pâtisseries, boissons énergisantes, Cola, des chocolats, un café-limonade de Shōnan d'or, des bouchées fourrées...

## Huile essentielle
En 2020, un effet vasorelaxant a été montré sur le tissu aortique du rat contracté par la noradrénaline, il était attribué aux flavonoïdes de l'HE: hespéridine, narirutine,  naringénine et nobilétine (dosages non disponibles).  Une publication japonaise (2024) a montré que Shōnan d'or récolté vert a une teneur élevée en narirutine qui augmente le niveau d'expression de l'acide hyaluronique des fibroblastes et kératinocytes de la peau humaine .  

## Pages connexes
- Ogonkan, Hyuganatsu, Tachibana,  Sanbokan, Natsumikan, Hassaku,
- Agrumes japonais